# Gagrella bicolor
Gagrella bicolor is een hooiwagen uit de familie Sclerosomatidae.